# Warszawa Gołąbki
Warszawa Gołąbki – przystanek kolejowy i posterunek odgałęźny Polskich Kolei Państwowych obsługiwany przez Koleje Mazowieckie. Położony jest na terenie miejscowości Mory w gminie Ożarów Mazowiecki przy granicy z warszawskim osiedlem Gołąbki, w dzielnicy Ursus.
Między 2007 a 2015 na stacji pomyłkowo zamontowane były tablice z nazwą "Gołąbki".

## Ruch pasażerski[3]
| Rok  | Wymiana pasażerska na dobę |
| ---- | -------------------------- |
| 2017 | 2000-3000                  |
| 2018 | 2000-3000                  |
| 2019 | 3000-4000                  |
| 2020 | 1500-2000                  |
| 2021 | 1500-2000                  |
| 2022 | 2000-3000                  |
| 2023 | 2000-3000                  |

## Przewoźnicy
| Przewoźnik         | Przewoźnik | Trasa | Trasa |
| ------------------ | ---------- | --- | ----- |
| Koleje Mazowieckie | R3         | Warszawa Wschodnia – Warszawa Śródmieście – Warszawa Włochy – Warszawa Gołąbki – Błonie – Sochaczew – Łowicz Główny |       |

## Opis przystanku

### Peron
Przystanek składa się z jednego peronu wyspowego z dwoma krawędziami peronowymi.

### Przejścia przez tory

#### Przejście nadziemne
Przejście nadziemne (kładka) dla pieszych znajduje się nad peronem. Łączy ono ulicę Zielonej Gęsi z drugą stroną torów i z peronem.

### Budynek stacyjny
Budynek przystanku mieszczący kasy biletowe mieścił się po południowej stronie torów. Obecnie jest prywatnym mieszkaniem, a przystanek nie posiada budynku stacyjnego.

## Torowisko
- 2 tory linii kolejowej nr 3 Warszawa Zachodnia – Kunowice – tory 1 i 2
  - przejście rozjazdowe pomiędzy torami nr 1 i 2
- 2 tory linii kolejowej nr 507 Warszawa Główna Towarowa – Warszawa Gołąbki
- 2 tory linii kolejowej nr 19 Warszawa Główna Towarowa – Józefinów (linia nie przechodzi przez przystanek)